# Aphanostola
Aphanostola is een geslacht van vlinders van de familie tastermotten (Gelechiidae).

## Soorten
- A. atripalpis Meyrick, 1931
- A. intercepta Meyrick, 1932
- A. sparsipalpis Meyrick, 1931